# Maruti Omni
Pour les articles homonymes, voir Omni.
Le Maruti Omni est un mini-bus du constructeur automobile indo-japonais Maruti Suzuki vendu en Inde. Il est plus court de 6 cm qu'une Peugeot 107 et il peut transporter 8 personnes.